# 13261 Ganeshvenu
13261 Ganeshvenu è un asteroide della fascia principale. Scoperto nel 1998, presenta un'orbita caratterizzata da un semiasse maggiore pari a 2,5283688 au e da un'eccentricità di 0,1492521, inclinata di 4,43445° rispetto all'eclittica.